# Roy J. Kennedy
Roy J. Kennedy   (Rochester, 6 de gener de 1897 - Comtat de Mendocino, 2 de juliol de 1986) fou un físic estatunidenc conegut per haver duit a terme l'experiment de Kennedy-Thorndike el 1932, juntament amb Edward M. Thorndike. L'experiment mostrà que la velocitat de la llum és independent de la velocitat de l'aparell de mesura en diferents sistemes inercials.

## Biografia
Realitzà els seus estudis superiors a la Universitat Cornell on es graduà el 1920. Amplià estudis a la Universitat de Princeton el curs 1921–22 i es doctorà a la Universitat Johns Hopkins el 1924. Entre 1922 i 1924 també treballà com a físic al National Bureau of Standards. Entre 1924 i 1927 obtingué una beca de recerca a l'Institut Tecnològic de Califòrnia (CalTech) i una altra el curs 1927–28. El 1928 li fou concedida una altra beca de la John Simon Guggenheim Memorial Foundation per ampliar estudis sobre la teoria de la radiació. El 1932 passà a la Universitat de Washington, a Seattle.

## Obra
Entre 1929 i 1931 dissenyà i dugué a terme l'experiment de Kennedy-Thorndike. El disseny experimental és una forma modificada de l'interferòmetre emprat en l'experiment de Michelson-Morley. Serví com una prova per verificar indirectament la dilatació del temps. Mentre que el resultat negatiu de l'experiment de Michelson-Morley s'explica per la contracció de la longitud, el resultat negatiu de l'experiment de Kennedy-Thorndike requereix la dilatació del temps. Això donava suport a la teoria de la relativitat especial d'Albert Einstein i contradeia la teoria de Lorentz-FitzGeralt.